# Julius Neubronner
Julius Gustav Neubronner (Kronberg im Taunus, 8 febbraio 1852 – Kronberg im Taunus, 17 aprile 1932) è stato un chimico, inventore e fotografo tedesco.
Oltre alla pratica del mestiere di speziale, Julius si cimentò nella fotografia e nella cinematografia, inventò il sistema di fotografia aerea con i piccioni. Fondò inoltre un'azienda specializzata nella produzione di nastri adesivi, che dopo la morte del fondatore fu amministrata dal figlio, Carl Neubronner.

## Biografia
Proveniente da una famiglia di speziali di Kronberg im Taunus fin dall'adolescenza era appassionato di fotografia, nel 1865 iniziò ad usare una macchina fotografica costruita dal padre con il sistema studiato da William Fox Talbot. Quando la macchina costruita dal padre risultò obsoleta, in società con un amico ne acquistò una nuova indebitandosi.
Dal 1876 studiò farmacia presso l'Università di Gießen dove si unì al Akademisch-Naturwissenschaftlicher Verein. Poco dopo l'esame da farmacista (1877) iniziò a studiare chimica a Berlino, anche se successivamente si spostò all'Università Ruprecht Karl di Heidelberg dove divenne dottore nel 1879.

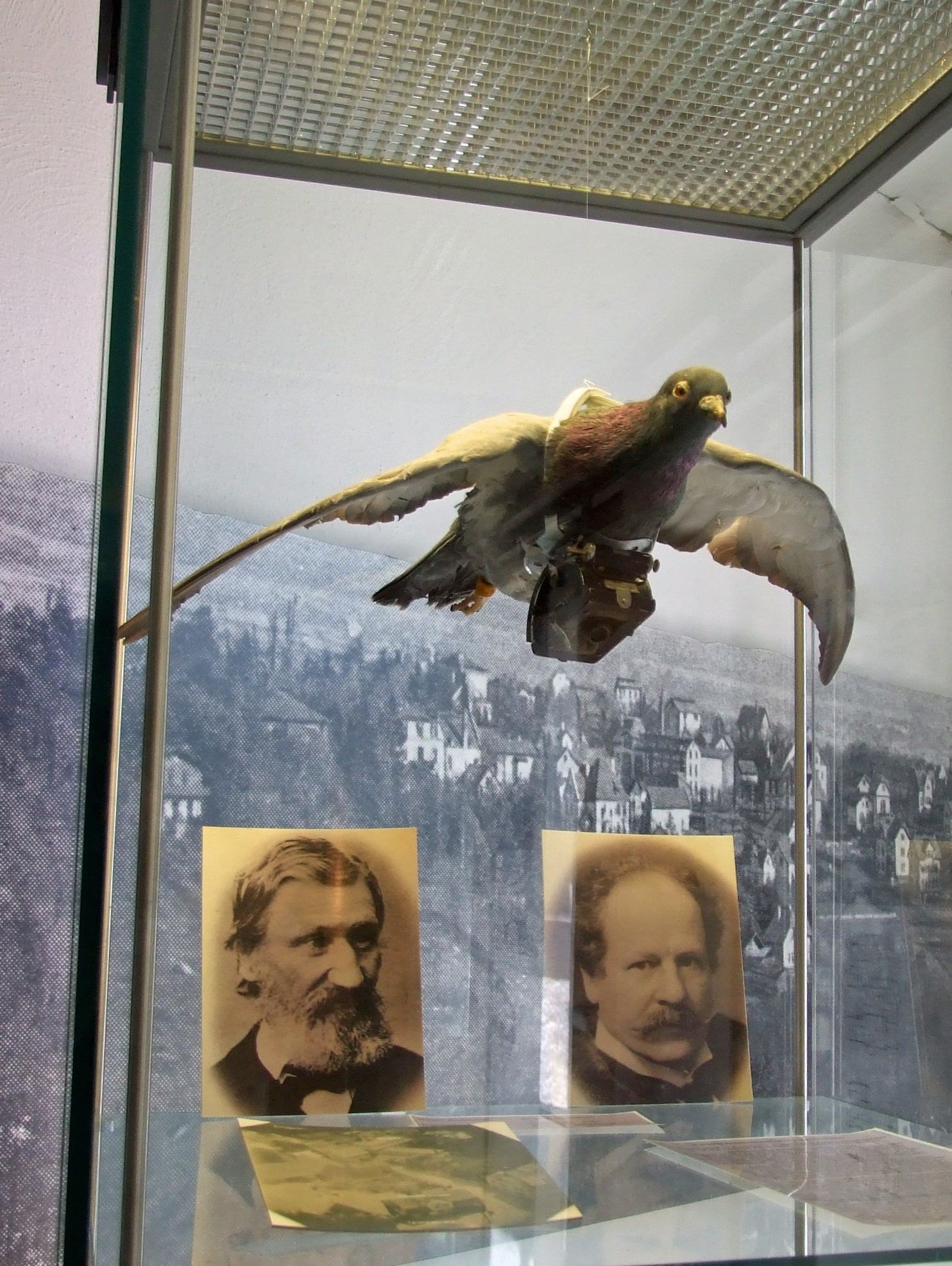
Vetrina al museo di Kronberg dedicata all'utilizzo della fotografia con i piccioni.

## Fotografia aerea con i piccioni
Nel 1908 brevettò la sua invenzione, l'utilizzo di piccioni per lo scatto di fotografie, questa lo portò alla fama dopo le presentazioni avvenute a Dresda, Francoforte e Parigi tra il 1909 e il 1911.
Gli spettatori dell'esibizione di Dresda assistettero all'arrivo di piccioni viaggiatori dotati di un dispositivo fotografico, e le immagini scattate, una volta sviluppate, furono messe in vendita.
Tra il 1910 e il 1911 alle esibizioni di Parigi ricevette delle onorificenze per l'invenzione e per le fotografie scattate. I vertici militari considerarono l'utilizzo della fotografia con i piccioni per la sorveglianza dei campi di battaglia durante la Prima guerra mondiale.